# Apáczai Csere János Tanítóképző Főiskola
A győri Apáczai Csere János Tanítóképző Főiskola ezen a néven 1978 és 1999 utolsó napja között önállóan működő főiskola volt, míg korábbi neve 1975-78-ig Tanítóképző Főiskola, Győr. A 2000. január 1-i  felsőoktatási integráció következtében önállóságát maga mögött hagyta, 2015-óta a Széchenyi István Egyetem része Apáczai Csere János Kar néven. (Nem tévesztendő össze az 1947 és 1955 között Budapesten működő Apáczai Csere János Pedagógiai Főiskolával)

## Története

### A kezdetek
Győrben a tanítóképzés 246 éves múltra tekint vissza. A Ratio Educationis rendelkezései alapján Győr város Nemzeti Iskolájában a történelmi Magyarország második mesterképző tanfolyama nyílt meg 1778. július 1-jén. Hagyományosan Nyugat-Magyarország tanítójelöltjei és tanítói látogatták az intézményt, de szép számmal gyarapították mesterségbeli tudásukat ott a kolozsvári, munkácsi, felvidéki pedagógusok is. 1778 és 1847 között a tanítói mesterségről 993-an szereztek „Testimonium”-ot (bizonyosságlevelet).

### Önálló intézményként
1847 októberében önálló intézményként önálló testülettel a pannonhalmi főapát, a csornai prépost, a győri káptalan, Moson vármegye és Győr város anyagi támogatásával folytatta a Mesterképző Intézet a tanítók képzését, továbbképzését. Az önálló mesterképzőben a tanítás időtartama két év lett.
A tanítóképző intézet az 1869/70-es tanévtől vált háromévessé az 1868. évi 38. törvény értelmében. Az átmeneti tanterveket dr. Zalka János megyés püspök tervei alapján készítették. Ebben a tanévben jelölte ki a megyés püspök az intézet gyakorlóiskolájának a belvárosi hatosztályos elemi iskolát. 1875. október 20-án Trefort Ágoston kultuszminiszter rendelete alapján az Állami Tanítónőképző Intézetben a lányok számára is megnyílt a lehetőség a képezdei tanulásra.
A miniszteri rendelettel előírt négyéves tantervű tanítóképzés Győrött 1893-ban kezdődött. Ebben az évben megszűnt a soproni katolikus tanítóképző, melynek feladatait a győri képző vette át. Ettől a tanévtől nevezték ki a képző gyakorló iskolájának első önálló vezetőjét, Öveges Kálmánt.

### Változások a 20. században
Dr. Zalka János megyés püspök 1894. szeptember 1-jén kelt levelével az alapítványi intézetet a győri egyházmegyének ajándékozta a következő gondolatok kíséretében: „Forró óhajtásom a népoktatási ügyet egyházmegyémben emelni és irányzóvá tenni. Erre kiképzett tanítók kellenek. Ezt pedig jól berendezett képezde által érhetjük el.”
Az 1920/21-es tanévben megindult a hatéves tanítóképzés, ami végül is 1923/24-től öt évben realizálódott. 1926 szeptemberében az orsolyiták is megnyitották tanítónőképző intézetüket, amely aztán 1948-ban az államosítással megszűnt. A tanítóképző intézet a magyar tannyelvű iskolákban érvényes képesítés mellett 1927-től horvát, majd 1928-tól német tannyelvű elemi iskolában való tanításra is adott ki diplomát.
Az 1938. évi XIII. és XIV. tc. alapján a győri tanítóképző is átszerveződött négyéves líceummá és kétéves tanítóképző akadémiává. 1945/46-ban volt az első líceumi érettségi, amit a gyakorlatban egy év múlva követett a „képesítő vizsgálat”. 1948-ban az intézményeket államosították, a tanítóképző pedagógiai gimnáziummá alakult, majd egy év múlva a hagyományos 4+1 éves képzési formát vezették be. A fiú és a leány tanítóképző összevonására 1953-ban került sor, az összevont intézmény a Megyeház utcai épületben (ma: Liszt Ferenc utca 42.) folytatta tevékenységét.

### Felsőfokú intézményként
A középszintű tanítóképzés országosan az 1958. évi rendelettel szűnt meg. Győrben 1959. szeptember 14-én kezdte meg működését a Felsőfokú Tanítóképző Intézet 60 hallgatóval, 17 fős tanári karral. az 1975-ös tanévkezdéssel Tanítóképző Főiskola, Győr néven főiskolává alakult az intézmény. Az újonnan alakult 6 tanszéken 45 fő oktatta a nappali tagozat 373 és a levelező tagozat 272 hallgatóját. A győri tanítóképzés 200. évfordulója alkalmából a főiskola 1978. november 29-én felvette a nagy iskolaszervező, tudós pedagógus Apáczai Csere János nevét.
1985-ben a Soproni Óvóképző Intézetet az Apáczai Csere János Tanítóképző Főiskolához csatolták. Ez az integráció nem hozta meg a várt eredményt, a társadalmi körülmények 1990-ben a szétválásnak teremtettek feltételt. 1990-től a főiskola életében jelentős tartalmi és szerkezeti változások történtek. Az 1990/91. tanévtől angol és német, 1991-től olasz és 1992-től francia nyelven is megindult az idegennyelv-oktató tanítóképzés. Ezt követően a korábban tanítói diplomát szerzett pedagógusok levelező tagozaton idegennyelv-oktató (angol, német) kiegészítő képzésben vehettek részt. 1991-től a tanítóképzéssel párhuzamosan - a római katolikus, református és evangélikus felsőoktatási intézményekkel együttműködve - a hallgatók hitoktató- és kántorképzésben folytathattak tanulmányokat, illetve szerezhettek diplomát.
1992-ben Dunaszerdahelyen és Rév-Komáromban megkezdte a főiskola a szlovákiai magyar anyanyelvű tanítók képzését, 1996 júniusában 72-en vehették át diplomájukat - ezt a képzést másfél évtizeden át folytatták. 1992–2007 közötti 15 évben 414 fő szerzett tanítói képesítést Rév-Komáromban. A 2007/2008. tanévtől ezt a feladatot a Selye János Egyetem végzi. 1994-től főiskolai szintű négyéves művelődésszervező szak indult nappali és levelező tagozaton. Az 1995/96-os tanévtől a már diplomával rendelkezők egyetemi végzettséget szerezhettek a főiskola szervezésében a Janus Pannonius Tudományegyetem kihelyezett tagozatán felnőttképzés és művelődés menedzseri szakon. 1996-tól négyéves szociálpedagógus szakkal bővült a hallgatók előtt a kínálat a főiskolán. 1996 őszén a főiskola először indított felsőfokú szakképzést a Kereskedelmi, Vendéglátó és Idegenforgalmi Főiskolával való együttműködés keretében. A kétéves idegenforgalmi ügyintéző - falusi turizmus menedzser kurzuson az 1997/98-as tanévben elsőként 26 hallgató szerezte meg a szakképesítést.
A tanítóképzés jelentős reformját eredményezte az 1995/96. tanévben bevezetett új tanterv, melynek nyomán a tanítóképzés 4 éves lett. A tartalmában 10 műveltségterületet kínáló képzés a 6-10 éves korosztály nevelési-oktatási feladatainak ellátására készítette fel a jelölteket, s az alapképzés mellett a választott műveltségterületen a 11-12 évesek tanítására is képesített. Az 1996/97-es tanévben a főiskola hallgatóinak száma a korábbi legmagasabb létszám háromszorosa lett. A közel 2000 hallgató 4 szakon, 10 műveltségi területen és 2 szakirányon tanulhatott, 55 főállású oktató és 10 idegen nyelvű lektor látta el a képzési feladatokat. 1997 tavaszán a felsőoktatásról szóló törvény értelmében az Apáczai Csere János Kar akkreditációjára is sor került, amely során a Magyar Akkreditációs Bizottság a tanítóképzést kiválónak minősítette.

### Integrálódás a Nyugat-magyarországi Egyetembe
Az 1999/2000. tanévben a hallgatók száma 2800 főre emelkedett. Az országgyűlés döntése értelmében az intézmény 2000. január 1-jétől a Nyugat-magyarországi Egyetem Apáczai Csere János Tanítóképző Főiskolai Karaként működött tovább, ezzel önállósága megszűnt. 2006 szeptemberétől Nyugat-magyarországi Egyetem Apáczai Csere János Kar lett az intézmény neve. 2015-ben a kar a győri Széchenyi István Egyetemhez csatlakozott, annak Apáczai Csere János Karaként.